# Schimmelrijder

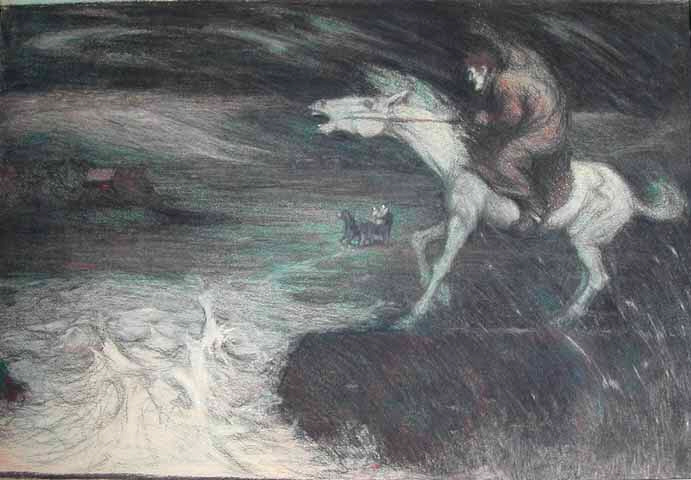
Schimmelreiter, Franz Karl Basler-Kopp

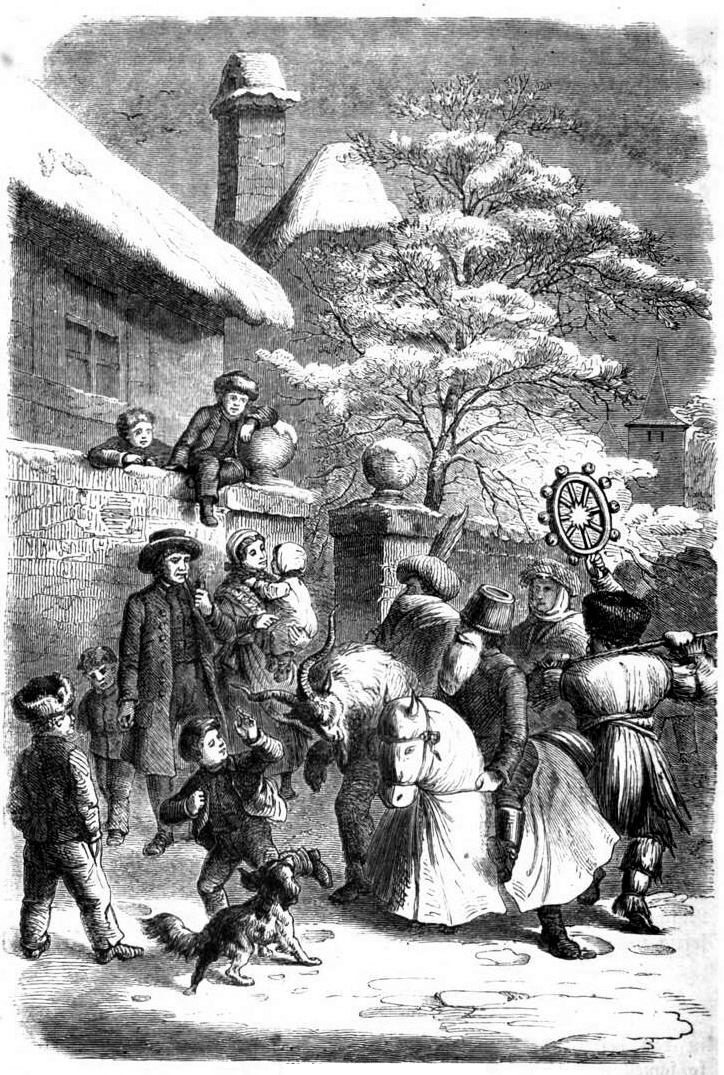
Knecht Ruprecht, Wepelrot (een wiel gemaakt van wilgentakken), de Schimmelrijder met Klapperbock, Beer in Das festliche Jahr, 1863

De schimmelrijder is in de Germaanse folklore (meer specifiek in Nedersaksen en Altmark) het kwade witte paard, of een ruiter op het witte paard. Het mythisch wezen is het symbool van de ergste maritieme ramp: de vernietiging van dammen in stormen.
De schimmelrijder lijkt te zijn afgeleid van het heilige paard uit Germanië. De paarden die in rituelen voor de chtonische goden werden geofferd, waren altijd wit. De schimmelrijder wordt gezien als gezant van de onderwereld.
Volgens Katharine Briggs wordt het spook vaak gemeld in de Duitse folklore. In de negentiende eeuw verschenen theorieën dat Sint-Maarten (zie ook Sint-Maarten en overlapping met sinterklaasfeest) de opvolger van de schimmelrijder, Odin/Wodan en de Wilde Jager (zie ook Wilde Jacht) is.
In Engeland en Duitsland wordt het als een omen beschouwd.
Bekend is de – meermaals verfilmde – novelle Der Schimmelreiter (1888) van Theodor Storm, een verhaal dat zich afspeelt in het Duitse Noord-Friesland.